# Englische Rugby-Union-Meisterschaft 2002/03
Die Saison 2002/03 von Premiership Rugby war die 16. Saison der obersten Spielklasse der englischen Rugby-Union-Meisterschaft. Aus Sponsoringgründen trug sie den Namen Zurich Premiership. Sie begann am 30. August 2002, umfasste 22 Spieltage (je eine Vor- und Rückrunde) und dauerte bis zum 10. Mai 2003. Anschließend trugen die zweit- und drittplatzierte Mannschaft ein Halbfinale aus. Der Sieger traf am 31. Mai 2002 im Finale im Twickenham Stadium auf den Qualifikationssieger der regulären Meisterschaft. Den Meistertitel gewannen zum dritten Mal die London Wasps. Absteigen mussten die Bristol Shoguns.

## Zurich Premiership

### Tabelle
M: Letztjähriger Meister

P: Promotion (Aufsteiger) aus der National Division One
|     | Team                | Spiele | Siege | Unent. | Ndlg. | Spiel- punkte | Diff. | Bonus- punkte | Tabellen- punkte |
| --- | ------------------- | ------ | ----- | ------ | ----- | ------------- | ----- | ------------- | ---------------- |
| 01. | Gloucester RFC (M)  | 22     | 17    | 2      | 3     | 617:396       | + 221 | 10            | 82               |
| 02. | London Wasps        | 22     | 13    | 2      | 7     | 553:460       | + 93  | 11            | 67               |
| 03. | Northampton Saints  | 22     | 13    | 0      | 9     | 512:376       | + 136 | 10            | 62               |
| 04. | Sale Sharks         | 22     | 12    | 2      | 8     | 556:470       | + 86  | 10            | 62               |
| 05. | Leeds Tykes         | 22     | 12    | 2      | 8     | 478:435       | + 43  | 6             | 58               |
| 06. | Leicester Tigers    | 22     | 12    | 0      | 10    | 448:396       | + 52  | 7             | 55               |
| 07. | Harlequins          | 22     | 9     | 0      | 13    | 461:560       | − 99  | 8             | 44               |
| 08. | Saracens            | 22     | 8     | 0      | 14    | 499:587       | − 88  | 10            | 42               |
| 09. | London Irish        | 22     | 8     | 1      | 13    | 432:485       | − 53  | 6             | 40               |
| 10. | Newcastle Falcons   | 22     | 8     | 0      | 14    | 388:545       | − 157 | 8             | 40               |
| 11. | Bath Rugby          | 22     | 7     | 2      | 13    | 385:490       | − 105 | 4             | 36               |
| 12. | Bristol Shoguns (P) | 22     | 7     | 1      | 14    | 504:633       | − 129 | 6             | 36               |

Die Punkte wurden wie folgt verteilt:
- 4 Punkte bei einem Sieg
- 2 Punkte bei einem Unentschieden
- 0 Punkte bei einer Niederlage (vor möglichen Bonuspunkten)
- 1 Bonuspunkt für vier oder mehr erfolgreiche Versuche, unabhängig vom Endstand
- 1 Bonuspunkt bei einer Niederlage mit weniger als sieben Punkten Unterschied

### Play-off
Halbfinale
| 17. Mai 2003 | London Wasps                                                                                              | 19 : 10        | Northampton Saints                                                            | Adams Park, High Wycombe Zuschauer: 7.398 Schiedsrichter: Chris White |
| 17. Mai 2003 | Versuche: Waters 40. erh. Erhöhungen: King (1) Straftritte: King (3) 7., 39., 47. Dropgoals: King (1) 61. | (13:3) Bericht | Versuche: Cohen 42. erh. Erhöhungen: Reihana (1) Straftritte: Reihana (1) 25. | Adams Park, High Wycombe Zuschauer: 7.398 Schiedsrichter: Chris White |

Finale
| 31. Mai 2003 | Gloucester RFC                                      | 3 : 39         | London Wasps | Twickenham Stadium, London Zuschauer: 44.000 Schiedsrichter: Tony Spreadbury |
| 31. Mai 2003 | Straftritte: Mercier (1) 4. Dropgoals: King (1) 61. | (3:23) Bericht | Versuche: Lewsey (2) 2. erh., 40. erh. Worsley 71. erh. Erhöhungen: King (3/3) Straftritte: King (5) 9., 12., 45., 47., 53. Dropgoals: King (1) 19. | Twickenham Stadium, London Zuschauer: 44.000 Schiedsrichter: Tony Spreadbury |

| 15                 | Thinus Delport       |
| 14                 | Marcel Garvey        |
| 13                 | Terry Fanolua        |
| 12                 | Henry Paul           |
| 11                 | James Simpson-Daniel |
| 10                 | Ludovic Mercier      |
| 09                 | Andy Gomarsall       |
| 08                 | Junior Paramore      |
| 07                 | Andrew Hazell        |
| 06                 | Jake Boer            |
| 05                 | Mark Cornwell        |
| 04                 | Adam Eustace         |
| 03                 | Phil Vickery         |
| 02                 | Olivier Azam         |
| 01                 | Rodrigo Roncero      |
| Auswechselspieler: |                      |
| 16                 | Clive Stuart-Smith   |
| 17                 | Simon Amor           |
| 18                 | Robert Todd          |
| 19                 | Chris Collins        |
| 20                 | Andy Deacon          |
| 21                 | Rob Fidler           |
| 22                 | Peter Buxton         |

| 15                 | Mark van Gisbergen |
| 14                 | Josh Lewsey        |
| 13                 | Fraser Waters      |
| 12                 | Stuart Abbott      |
| 11                 | Kenny Logan        |
| 10                 | Alex King          |
| 09                 | Rob Howley         |
| 08                 | Lawrence Dallaglio |
| 07                 | Paul Volley        |
| 06                 | Joe Worsley        |
| 05                 | Richard Birkett    |
| 04                 | Simon Shaw         |
| 03                 | Will Green         |
| 02                 | Trevor Leota       |
| 01                 | Craig Dowd         |
| Auswechselspieler: |                    |
| 16                 | Martyn Wood        |
| 17                 | Phil Greening      |
| 18                 | Mark Denney        |
| 19                 | Ayoola Erinle      |
| 20                 | Mark Lock          |
| 21                 | Peter Scrivener    |
| 22                 | Ali McKenzie       |

## National Division One
Die Saison der zweiten Liga (National Division One) umfasste 26 Spieltage (je eine Vor- und Rückrunde). Die bestplatzierte Mannschaft Rotherham Titans stieg in die Premiership auf. Absteigen mussten der Moseley RFC und die Rugby Lions.
Tabelle

P: Promotion (Aufsteiger) aus der National Division Two
|     | Team                      | Spiele | Siege | Unent. | Ndlg. | Spiel- punkte | Diff. | Bonus- punkte | Tabellen- punkte |
| --- | ------------------------- | ------ | ----- | ------ | ----- | ------------- | ----- | ------------- | ---------------- |
| 01. | Rotherham Titans          | 26     | 24    | 0      | 2     | 1077:336      | + 741 | 20            | 116              |
| 02. | Worcester Warriors        | 26     | 23    | 0      | 3     | 1185:431      | + 754 | 22            | 114              |
| 03. | Exeter Chiefs             | 26     | 20    | 2      | 4     | 940:459       | + 481 | 20            | 104              |
| 04. | Orell RUFC                | 26     | 18    | 2      | 6     | 854:595       | + 259 | 15            | 91               |
| 05. | London Welsh              | 26     | 15    | 0      | 11    | 627:565       | + 62  | 16            | 76               |
| 06. | Coventry RFC (P)          | 26     | 14    | 0      | 12    | 761:684       | + 77  | 12            | 68               |
| 07. | Bedford Blues             | 26     | 13    | 1      | 12    | 675:760       | − 85  | 10            | 64               |
| 08. | Birmingham & Solihull RFC | 26     | 12    | 2      | 12    | 630:569       | + 61  | 11            | 63               |
| 09. | Plymouth Albion (P)       | 26     | 10    | 1      | 15    | 679:697       | − 18  | 18            | 60               |
| 10. | Wakefield RFC             | 26     | 9     | 0      | 17    | 451:710       | − 259 | 11            | 47               |
| 11. | Otley RUFC                | 26     | 9     | 0      | 17    | 451:710       | − 259 | 11            | 47               |
| 12. | Manchester RC             | 26     | 7     | 0      | 19    | 484:791       | − 307 | 11            | 39               |
| 13. | Moseley RFC               | 26     | 4     | 0      | 22    | 399:1178      | − 779 | 7             | 23               |
| 14. | Rugby Lions               | 26     | 0     | 0      | 26    | 422:1167      | − 745 | 7             | 7                |

Die Punkte wurden wie folgt verteilt:
- 4 Punkte bei einem Sieg
- 2 Punkte bei einem Unentschieden
- 0 Punkte bei einer Niederlage (vor möglichen Bonuspunkten)
- 1 Bonuspunkt für vier oder mehr erfolgreiche Versuche, unabhängig vom Endstand
- 1 Bonuspunkt bei einer Niederlage mit weniger als sieben Punkten Unterschied